# Stephen Arita
Stephen Omiso Arita (26 giugno 1988) è un mezzofondista e maratoneta keniota.

## Biografia
Nel 2016 si è piazzato in decima posizione con il tempo di 28'09"66 nella gara dei 10000 m piani dei Campionati africani.

## Palmarès
| Anno | Manifestazione      | Sede   | Evento        | Risultato | Prestazione | Note |
| ---- | ------------------- | ------ | ------------- | --------- | ----------- | ---- |
| 2016 | Campionati africani | Durban | 10000 m piani | 6º        | 28'09"66    |      |

## Campionati nazionali
2015
- 4º ai campionati kenioti, 10000 m piani - 28'02"7

2016
- Bronzo ai campionati kenioti, 10000 m piani - 27'59"0

2017
- 6º ai campionati kenioti, 10000 m piani - 28'26"4
- 14º ai campionati kenioti di corsa campestre - 29'35"

2018
- 4º ai campionati kenioti, 10000 m piani - 28'30"79

## Altre competizioni internazionali
2010
- 5º alla Stramilano ( Milano) - 1h03'10"

2011
- Oro alla Mezza maratona di Kempten ( Kempten) - 1h04'30"
- 6º alla Paderborner Osterlauf ( Paderborn) - 1h04'45"
- 15º alla Würzburger Residenzlauf ( Würzburg) - 29'35"

2012
- 32º al Nairobi International Crosscountry ( Nairobi) - 37'06"

2015
- Argento alla Mezza maratona di Azpeitia ( Azpeitia) - 1h00'52"
- Bronzo alla Mezza maratona di Lanling ( Lanling) - 1h02'31"
- Argento al Discovery Kenya Crosscountry ( Eldoret) - 29'37"

2016
- 7º alla Mezza maratona di Lisbona ( Lisbona) - 1h01'48"
- 7º alla Mezza maratona di Parigi ( Parigi) - 1h01'32"
- Bronzo alla Mezza maratona di Adana ( Adana) - 1h01'15"
- 8º alla Mezza maratona di Ústí nad Labem ( Ústí nad Labem) - 1h02'49"
- 9º al Birell Grand Prix ( Praga) - 28'23"
- 10º al Nairobi International Crosscountry ( Nairobi) - 28'55"

2017
- 5º alla Maratona di Buenos Aires ( Buenos Aires) - 2h15'41"
- Oro alla Villa de Laredo ( Laredo) - 28'00"
- Argento alla Divina Pastora ( Valencia) - 28'00"

2018
- Bronzo alla Padova Marathon ( Padova) - 2h15'49"
- 7º alla Maratona di Taipei ( Taipei) - 2h17'57"
- Argento alla Mezza maratona di Azpeitia ( Azpeitia) - 1h01'11"

2019
- 6º alla Maratona di Guilin ( Guilin) - 2h22'57"
- 11º alla Maratona di San Paolo ( San Paolo) - 2h28'08"
- 5º alla Happy 10K Guangzhou ( Canton) - 31'14"